# Hoegh Xiamen
Die Hoegh Xiamen war ein 2010 bei der Xiamen Shipbuilding Industry Company im chinesischen Xiamen gebauter Autotransporter.

## Geschichte
Das Schiff wurde 2010 bei der Xiamen Shipbuilding Industry Company in China gebaut. Es war eines von zwei baugleichen Schiffen, das Schwesterschiff ist die Hoegh Beijing. 2014 wurden die Hoegh Xiamen für acht Jahre auf Basis einer Bareboat Charter an Höegh Autoliners verchartert.

### Brand 2020
Am 4. Juni 2020 lag die Hoegh Xiamen am Blount Island Marine Terminal ⊙ in Jacksonville, Florida. Das Schiff fuhr in Zeitcharter für die italienische Reederei Grimaldi Deep Sea und war beladen mit gebrauchten und neuen Fahrzeugen für Westafrika und wartete auf den Lotsen. Gegen 16 Uhr Ortszeit, noch festgemacht, brach auf Deck 7 ein Feuer aus. Brandursache war eine nicht ordnungsgemäß abgeklemmte Batterie eines Gebrauchtwagens. Infolge des Feuers kam es zu einer Explosion, bei der neun Feuerwehrleute verletzt wurden. Das Feuer war erst am 12. Juni 2020 gelöscht. Anfang Juli 2020 wurde das Schiff zum Totalverlust erklärt. Der Schaden wurde mit 40 Mio. US-Dollar angegeben. Am 3. Oktober 2020 traf es auf der Reede von Aliağa ein, wo es am 5. Oktober zur Verschrottung auf den Strand gefahren wurde.

## Technische Daten
Der Autocarrier wurde von einem MAN-Dieselmotor des Typs 9S50MC-C angetrieben, der auf einen Propeller wirkte. Für die Stromerzeugung standen drei Generatoren, die von zwei MAN-Dieselmotoren des Typs 8L23/30H und einem MAN-Dieselmotor des Typs 6L23/30H angetrieben wurden. Außerdem war ein von einem weiteren Dieselmotor angetriebener Notgenerator verbaut. Das Schiff war mit einem elektrisch angetriebenen Bugstrahlruder ausgestattet.
Das Schiff verfügte über zwei Laderampen. Die Heckrampe hatte eine Kapazität von 120 t. Die Zufahrt zum Deck war 7,6 Meter breit. Die zweite Rampe mit geringerer Kapazität befand sich etwa mittschiffs an Steuerbord. Die Hoegh Xiamen hatte elf Decks, die untereinander mit Rampen verbunden waren. Drei Decks konnten in der Höhe auf bis zu 5,3 m verstellt werden, um an die Art der Ladung angepasst zu werden. Die Gesamtfläche der Decks betrug etwa 41.000 m².